# Wilhelm Anton von der Asseburg

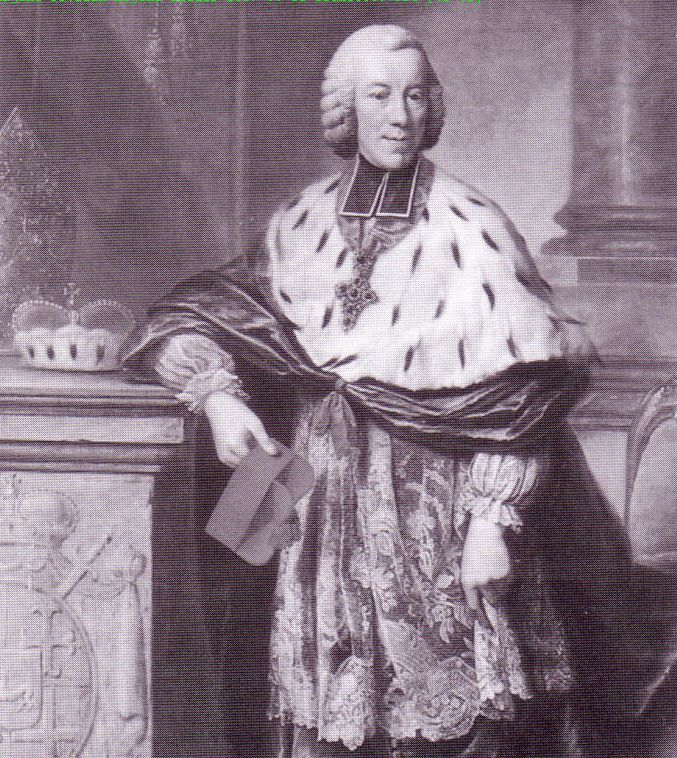
Bischof Wilhelm Anton (1707–1782); Ausschnitt aus einem Gemälde von Anton Joseph Stratmann

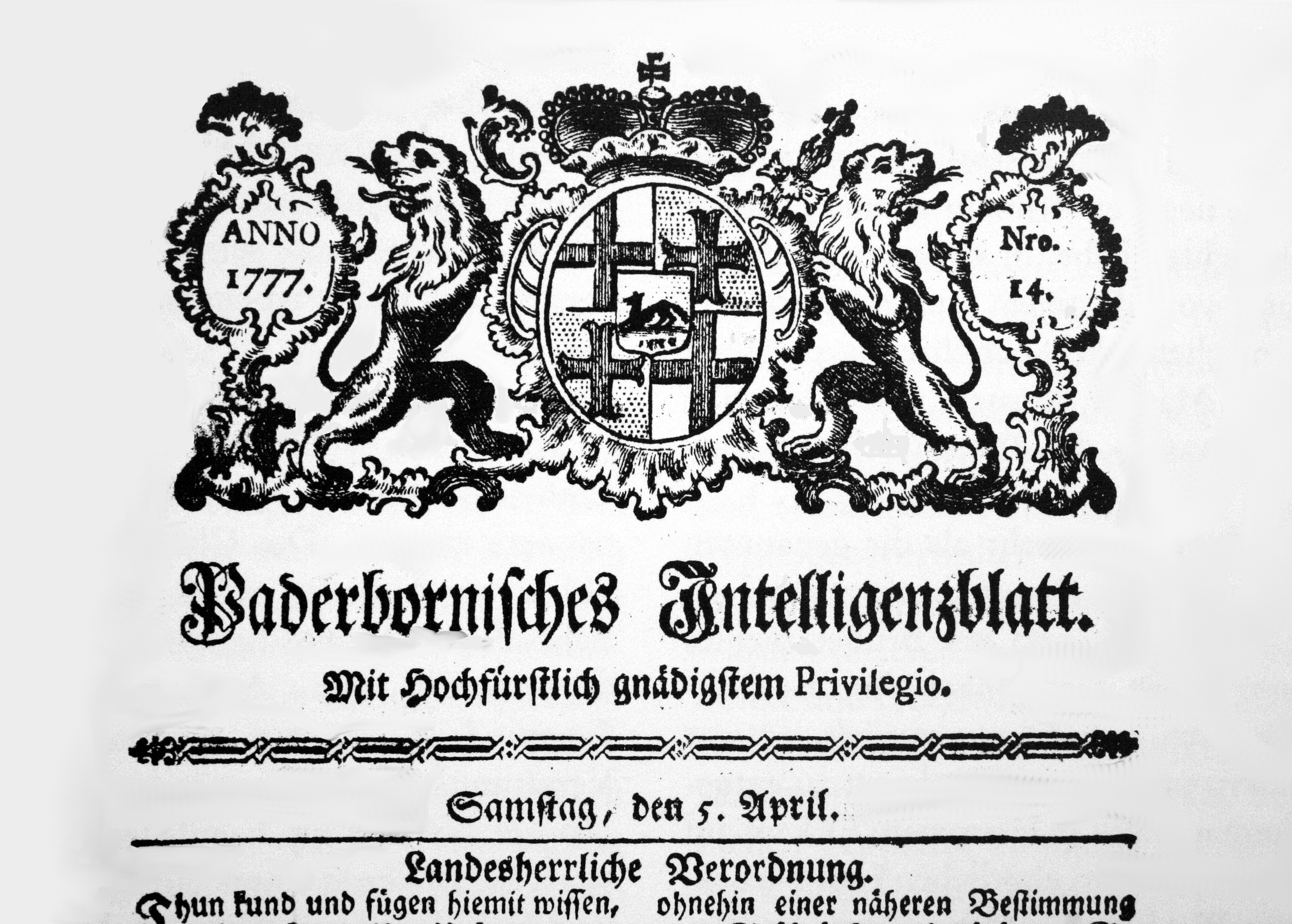
Die erste Seite der 14. Ausgabe des Paderbornischen Intelligenzblattes, 1777 von Wilhelm Anton erstmals publiziert.

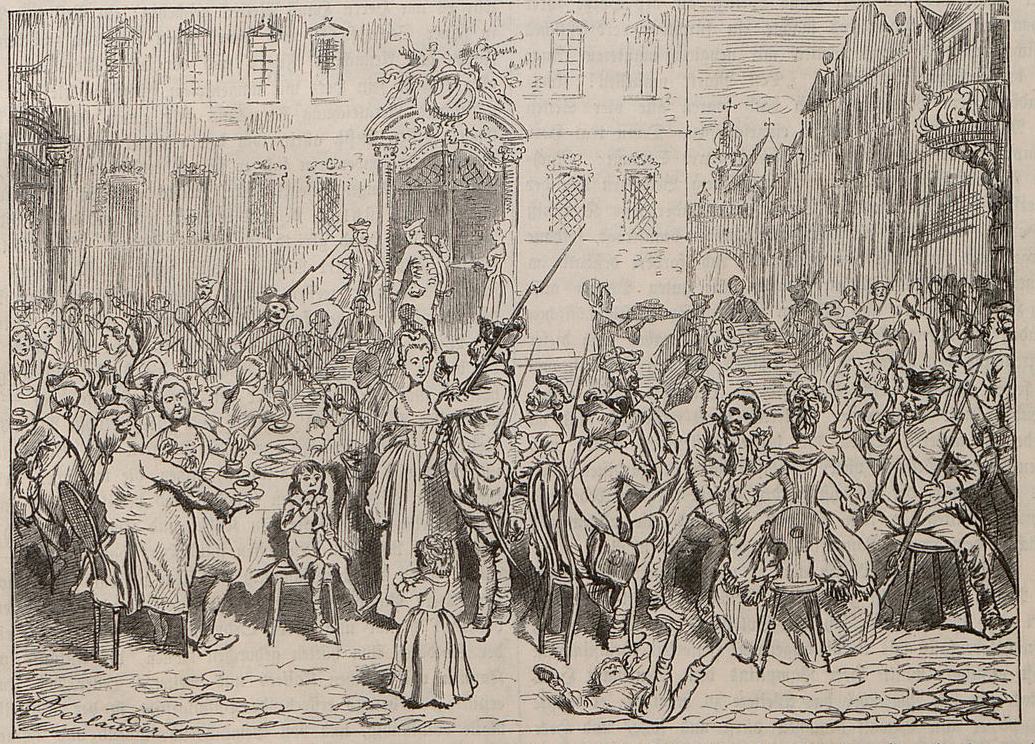
Satirische Darstellung des Kaffeelärms in den Fliegenden Blättern 1878

Wilhelm Anton von der Asseburg (* 16. Februar 1707 auf Schloss Hinnenburg bei Brakel; † 26. Dezember 1782 in Schloß Neuhaus) war ein Mitglied des niedersächsischen Adelsgeschlechts von der Asseburg und von 1763 bis 1782 der 52. Fürstbischof des Hochstifts Paderborn.

## Leben
Wilhelm Anton Freiherr von der Asseburg wurde am 16. Februar 1707 auf Schloss Hinnenburg bei Brakel geboren, im Oberwaldischen Distrikt des Hochstifts Paderborn, dem er später als Fürstbischof vorstehen sollte. Er erhielt 1737 in Münster und 1744 in Paderborn ein Domkanonikat. In Osnabrück war er ebenfalls Domherr und leitete dort ab 1740 das Offizialatsgericht. 1754 übernahm er das Amt des Osnabrücker Dompropstes, um als Präfekt die Regierung zu leiten.
Am 25. Januar 1763 wählte ihn das Paderborner Domkapitel zum Bischof. Der dortige Bischofsstuhl war durch den Tod Clemens Augusts am 6. Februar 1761 während des Siebenjährigen Krieges verwaist und das Bistum von der Säkularisation bedroht. Die englisch-preußische Koalition hatte zunächst erfolgreich eine Neuwahl verwehrt. Dagegen intervenierten der Bischof und das Domkapitel des befreundeten Bistums Le Mans beim französischen König Ludwig XV., wodurch die Auflösung des Hochstifts noch verhindert werden konnte. Zwischen beiden Bistümern bestand schon seit 836 ein „Liebesbund ewiger Bruderschaft“, der schon im Westfälischen Frieden den gefährdeten Bestand des Hochstifts Paderborn sicherte. Wilhelm Anton erhielt am 26. Juni 1763 im Paderborner Dom die Bischofsweihe durch Weihbischof Joseph Franz Graf von Gondola. Nach dessen Ausscheiden bestimmte er keinen Nachfolger, sondern führte die notwendigen Weihehandlungen selbst aus. Der neue Landesherr übernahm die Verwaltung eines Fürstentums, das im Siebenjährigen Krieg ständiger Kriegsschauplatz war, als dessen Folge die verarmte Bevölkerung in einem verwüsteten Land bei einer darniederliegenden Wirtschaft darbte.
Der leutselige Mann, der jeden, den er traf, auf plattdeutsch ansprach, war nicht allein deshalb so beliebt bei seinen Landeskindern, die von ihm als „ihrem Asseburger“ sprachen, sondern vor allem deshalb, weil er durch gezielte „Innovationen“ die wirtschaftliche Lage verbesserte.
Wilhelm Anton förderte die Landwirtschaft und die Erzeugung und Produktion von Blei, Kupfer und Eisen, Tuchen, Salz und Papier. Ebenso förderte er die Ansiedlung evangelischer Glasbläser, was, wie auch seine anderen Maßnahmen, das Einkommen der armen Landbevölkerung verbesserte.
1769 veranlasste er die Gründung der Brandversicherungsgesellschaft in Paderborn, die als eine der ersten Solidarkassen gilt. 1770 eröffnete er das erste Waisenhaus in der Hauptstadt. Ab 1772 ließ er das „Paderbornische Intelligenzblatt“ auflegen. 1773, nach Aufhebung des Jesuitenordens durch den Papst, reorganisierte er die Paderborner Universität, übernahm Gymnasium und Universität in seine unmittelbare Aufsicht und errichtete ein Jahr später zusätzliche Lehrstühle für Recht und französische Sprache. 1777 gründete er zur besseren Betreuung des künftigen Klerus das Paderborner Priesterseminar.
1779 stimmte er der Erhebung Corveys zum Bistum zu. Damit beendete er den alten Streit um die Zugehörigkeit der bisherigen Fürstabtei zum Bistum Paderborn.
1781 kam es in Paderborn zum sogenannten Kaffeelärm, nachdem Wilhelm Anton ein 1777 erlassenes Edikt, welches den Kaffeekonsum für Bauern und einfache Bürger im Hochstift verbot, durchzusetzen versuchte.
Wilhelm Anton starb am 26. Dezember 1782 und wurde im Mittelgang der Paderborner Domes beigesetzt. Bei seinem Tod hinterließ er ein im Aufschwung befindliches Hochstift. Seinem Neffen und direkten Nachfolger, Friedrich Wilhelm von Westphalen, hatte er die Bischofsweihe bereits am 23. Oktober 1763 im Hildesheimer Dom selbst erteilt. Seine Zeitgenossen rühmten in dem Dahingegangenen „einen guten Bischof und einen guten Regenten“.